# Karl von Einem
Karl Wilhelm Georg August Gottfried von Einem (Herzberg am Harz, 1 de Janeiro de 1853 — Mülheim, 7 de Abril de 1934) foi coronel-general do Reino da Prússia, ministro da guerra e comandante do 3º exército alemão na Primeira Guerra Mundial.

## Vida e carreira
Nascido em Herzberg am Harz, Einem serviu no exército prussiano durante grande parte de sua vida quando foi nomeado Ministro da Guerra em 1903. Durante seus seis anos de serviço, Einem supervisionou a reorganização do exército alemão construindo grande parte do armamento pesado dos militares em preparação para a guerra moderna, especificamente a introdução da metralhadora e da artilharia pesada moderna.
Em 1909, Einem foi nomeado comandante do VII Corpo de exército servindo sob o comando do 2º Exército do general Karl von Bülow, participando posteriormente da Primeira Batalha do Marne logo após a entrada da Alemanha na Primeira Guerra Mundial em agosto de 1914.
Designado para a França, Einem sucedeu ao general Max von Hausen como comandante do Terceiro Exército em setembro de 1914. Repelindo com sucesso a ofensiva francesa Champagne-Marne de fevereiro-março e setembro-novembro de 1915, respectivamente, Einem participaria de todas as três batalhas do Aisne e manteria o 4o Exército do Gen. Anthoine (sob o comando do Grupo de Exércitos Central do Gen. Philippe Petain) durante a Segunda Batalha de Aisne como parte da Ofensiva Nivelle de 16 de abril a 15 de maio de 1917.
As unidades de direita de Einem também participariam da ofensiva do general Erich Ludendorff em Champagne-Marne em 15-17 de julho de 1918, apoiando o flanco leste do 1º Exército alemão. Depois de sofrer graves baixas na batalha com a Força Expedicionária Aliada do general John J. Pershing, de 26 de setembro a 11 de novembro, na ofensiva de Meuse-Argonne, ele foi forçado a recuar para o norte pouco antes do fim da guerra. Em 10 de novembro de 1918, apenas um dia antes da declaração do Armistício, Einem que iria supervisionar a desmobilização da Alemanha. Aposentando-se do exército em 1919, Einem viveu aposentado até sua morte em Mülheim em 7 de abril de 1934.

## Honrarias
- Ordem da Águia Negra
- Ordem da Águia Vermelha
- Ordem da Coroa (Prússia)
- Ordem da Casa de Hohenzollern
- Cruz de Ferro de 2ª e 1ª classe
- Ordem de São João
- Pour le Mérite com folhas de carvalho